# Pterolophia dentaticornis
Pterolophia dentaticornis là một loài bọ cánh cứng trong họ Cerambycidae.